# Adolph Friedländer

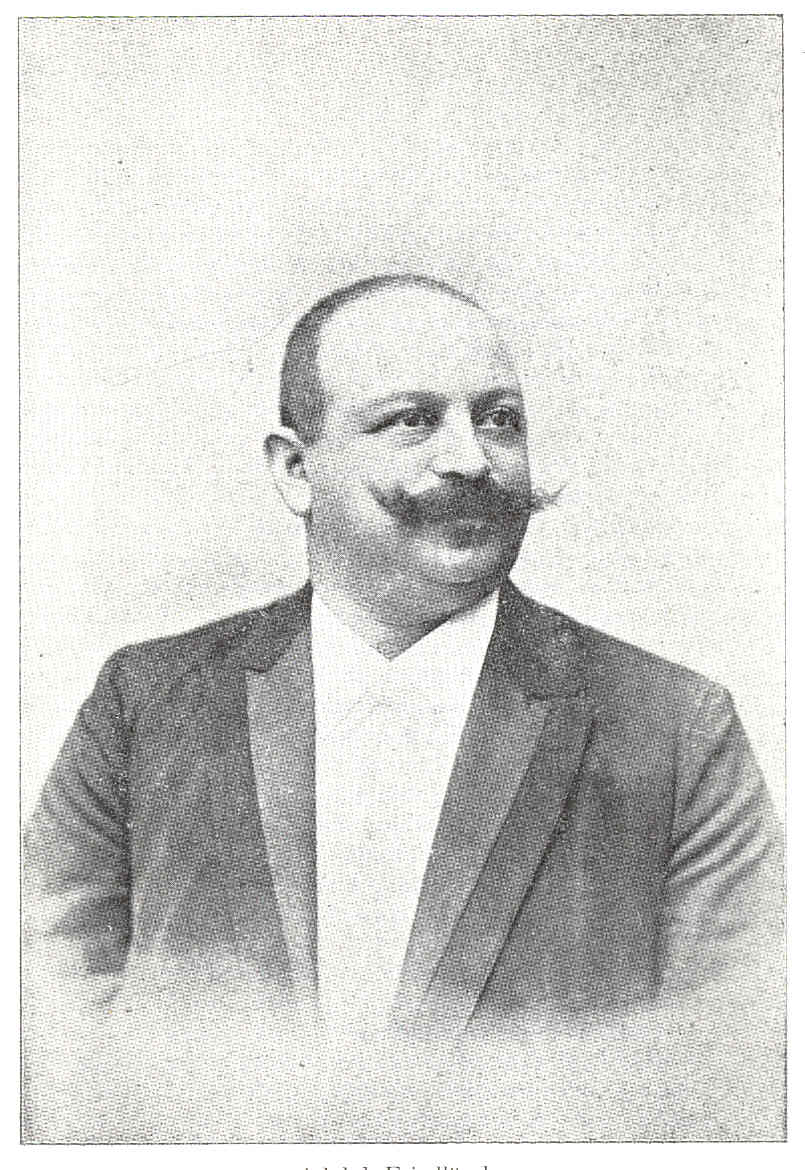
Adolph Friedländer, um 1895

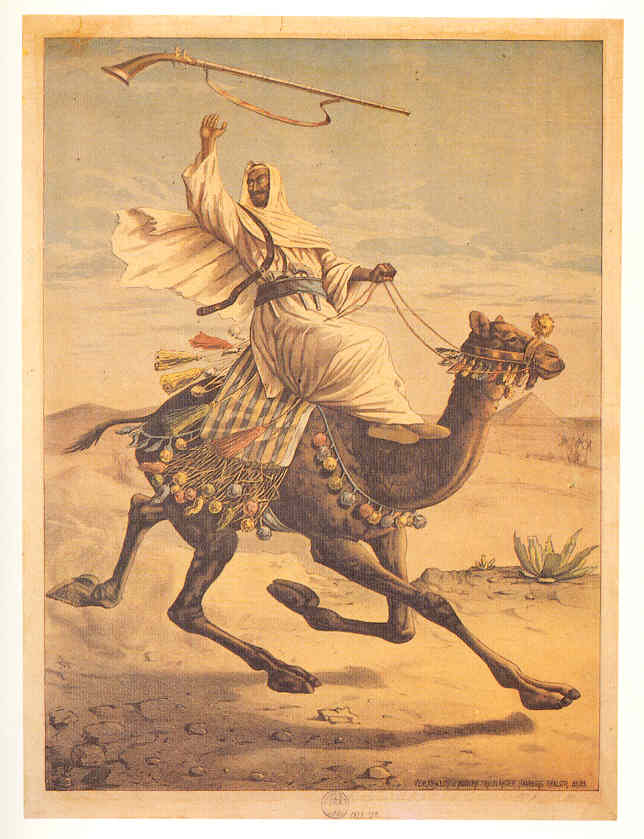
Plakat für eine Nubier-Völkerschau bei Carl Hagenbeck von Friedländer, 1890

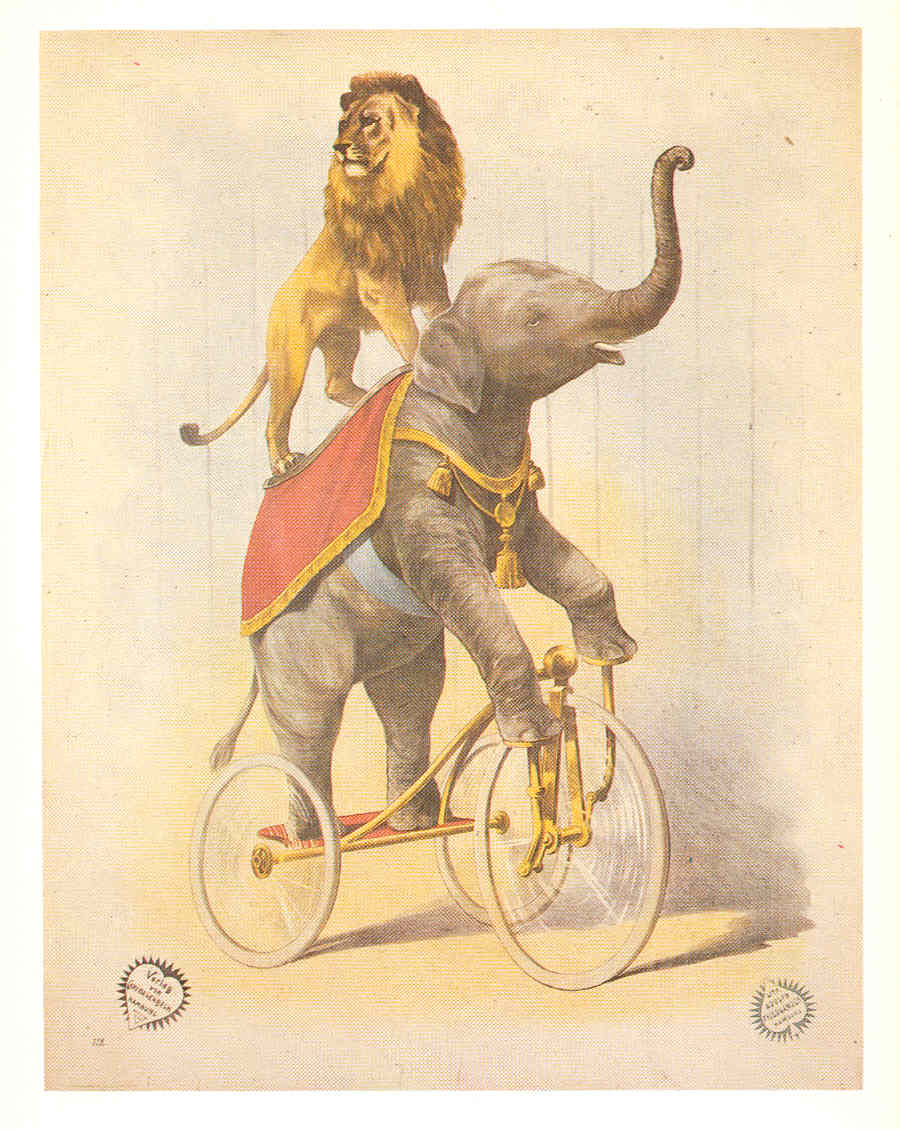
Löwe auf Elefant. Plakat von Friedländer, 1895/1896

Adolph Friedländer (* 17. April 1851 in Hamburg; † 7. Juli 1904 ebenda) war einer der bekanntesten deutschen Plakat-Lithografen des ausgehenden 19. Jahrhunderts; die von ihm gegründete Druckerei produzierte zwischen 1872 und 1935 über 9000 verschiedene Plakate, die für Artisten, Zauberkünstler, Zirkus und Varieté warben.

## Leben und Wirken
Adolph Friedländer war der dritte und letzte Sohn von Raphael Israel Friedländer und dessen Ehefrau Betty, geborene Wagner. Der Vater war „Handelsmann“ gewesen, bevor er in Hamburg den zunftfreien Beruf des Steindruckers ergriffen hatte. Er brachte dem Sohn in seinem kleinen Betrieb die ersten Schritte ins Lithografenhandwerk bei. Im Sommer 1865 ging Adolph Friedländer zur weiteren Ausbildung nach Berlin und 1868 auf Wanderschaft durch die besten deutschen Steindruckereien. 1872 kehrte er nach Hamburg zurück und begann als selbständiger Drucker zu arbeiten. Am 1. April 1875 heiratete er die gleichaltrige Sarah Berling aus Hamburg nach jüdischem Ritus.
Mit einer nach dem Tod des Vaters geerbten alten Steindruck-Presse ließ sich Friedländer in der Thalstraße 22 in Hamburg-St. Pauli nieder und begann mit dem Druck von Etiketten für Kolonial- und Delikatesswarengeschäfte. Durch die unmittelbare Umgebung seiner Druckerei, in der sich Varieté-Theater, Singspielhallen und Bierhäuser befanden, insbesondere aber durch die Schaustellungen auf dem Spielbudenplatz, beschloss er, den Etikettendruck aufzugeben und sein Geschäft auf den seit den 1870er Jahren in Frankreich entwickelten aufwändigen Druck vierfarbig lithografierter Plakate zu spezialisieren. Den Durchbruch erfuhr Friedländers Druckerei durch einen Großauftrag von Carl Hagenbeck 1883 und 1884, mit Plakaten für dessen Singhalesen- und Kalmücken-Karawane, eine Tierschau, die Reklame zu machen.
1884 zog Friedländer in die Thalstraße 57 in größere Druckräume um und schaffte sich eine erste Steindruckschnellpresse an, mit der er etwa 600 Plakate in der Stunde drucken konnte. In den folgenden Jahren erweiterte er seinen Maschinenpark und gliederte seiner Druckerei einen Verlag an, was wiederum neue Räumlichkeiten erforderte, die er 1887 in der Thalstraße 83 bis 85 fand, wo er nunmehr als Adolph Friedländer Buchdruckerei und Lithogr. Kunstanstalt Hamburg firmierte. 1890 erschien die erste Nummer einer von Friedländer gegründeten Zeitschrift in seinem Verlag, Der Kurier. Generalanzeiger für die Interessen sämtlicher Schausteller und Handelsleute, Circusse, Varieté- und Specialitäten-Bühnen, sowie verwandten Berufen. Ab 1891 wurde der Kurier hauptamtlich von Adolf Fischl, ab 1901 von Max Cohn herausgegeben; 1901 stellte die Zeitschrift ihr Erscheinen ein, gefolgt von Der Anker 1902, der als internationales Fachorgan für Schausteller und Artisten bei Friedländer verlegt wurde; der Anker erschien bis 1928.
Dabei entwarfen und lithografierten Adolph Friedländer und auch später seine Söhne nicht selbst, sondern bedienten sich hervorragender Zeichner, Lithografen und Drucker, die mit ihren großen handwerklichen Fähigkeiten die hohe Qualität der Plakate garantierten. Die Entwerfer waren jeweils auf Köpfe, Körper, Kleider, Landschaften, Lettern oder Ornamente spezialisiert. Chefzeichner war bis 1928 Christian Bettels, der um 1880 als Lithograf bei Friedländer begonnen hatte. Er prägte den Stil und entwarf selbst alle Tiere, „die so überzeugen, weil ihnen das Animalische zugunsten des Nummernhaften genommen ist und sie in eine anthropomorphe Gruppendynamik eingeschmolzen sind“. Henry Schulz ist als Zeichner der menschlichen Figuren bekannt, wobei Porträts vor allem bei ausländischen Auftraggebern zumeist nach Fotografien entstanden. Gelegentlich, vor allem in den zwanziger Jahren, wurden auch Künstler außerhalb des Hauses Friedländer tätig, etwa Friedrich Ludwig Sonns, C. Wartusch oder Heinrich Zille. Christian Bettels wurde als Chefzeichner von dem Tiermaler Wilhelm Eigener abgelöst. Nicht alle Plakate entstanden als Auftragsarbeiten; im Kurier wurden zahlreiche Motive als Lagerware angeboten, für Tierdresseure über Akrobaten bis zu Zauberern.
Ab Mitte der 1890er Jahre druckte Friedländer auch Bild-Postkarten, ein neues Medium, das insbesondere von den Zirkusleuten und den Artisten genutzt wurde. Sein Hauptgeschäft blieb indes der Druck von Plakaten. Seit Anfang der 1890er Jahre wurden etwa 100 verschiedene Plakate im Jahr gedruckt, die Frequenz verdoppelte sich bis zur Jahrhundertwende. 1904 wurden täglich ein bis zwei Plakate produziert und verschickt. Am 7. Juli 1904 verstarb Adolph Friedländer „nach langem schweren Leiden“, so die Todesanzeige im Hamburger Generalanzeiger Nr. 159 vom 9. Juli 1904.

## Die Druckerei Friedländer von 1904 bis 1935
Nach dem Tod Adolph Friedländers übernahmen seine Söhne Ludwig und Max-Otto das Unternehmen. Während des Ersten Weltkriegs kam mit dem weitgehenden Erliegen des Vergnügungslebens auch die Plakatproduktion zum Stillstand. Das Druckvolumen stieg in den 1920er Jahren zunächst wieder an, kam indes infolge der Weltwirtschaftskrise 1928 zu einem Stand von etwa 100 Plakaten jährlich.
Max-Otto Friedländer (1880–1953) war, nachdem er auch das Flora-Theater betrieben hatte, 1934 zum Zirkus Sarrasani nach Südamerika gegangen. Da er dort keine Existenzmöglichkeit fand, kehrte er 1935 nach Deutschland zurück, wo er kurzfristig in einem Konzentrationslager interniert wurde und anschließend emigrierte. Ludwig Friedländer (1877–1953) hatte die Produktion auf den modernen Offsetdruck umgestellt und konnte mit dem Chefzeichner Wilhelm Eigener (1904–1982) die Druckerei insbesondere in der Titelblatt- und Tierillustration weiterführen. Als „Devisenbringer“ wurde die Druckerei nach 1933 noch knapp zwei Jahre von der nationalsozialistischen Regierung geduldet; das traditionelle Friedländer-Druckersignet, ein herzförmiges Blatt mit gezacktem Rand, hieß nun die „Judenkirsche“. 1935 erschien das letzte Plakat der Firma Friedländer mit der Nummer 9078; 1938 wurde der Betrieb endgültig geschlossen.

## Rezeption

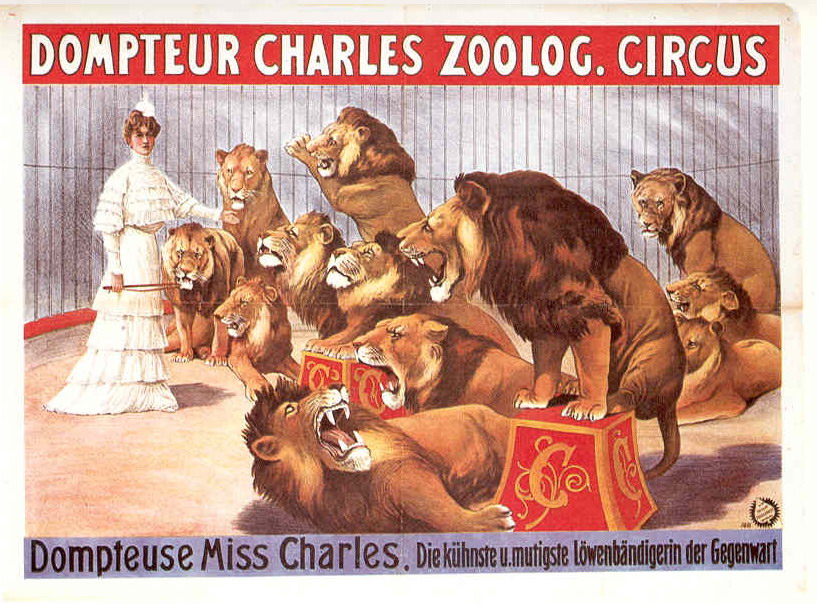
Dompteuse Miss Charles. Friedländer 1905/1906; Miss Charles ist Ida Krone, die Frau des Zirkusdirektors Carl Krone

Adolph Friedländers Plakate finden sich im Antiquariatshandel, in Privatsammlungen und in Museen, wie zum Beispiel dem Museum für Kunst und Gewerbe Hamburg, dessen Direktor Justus Brinckmann Friedländer etwa 1000 Plakate geschenkt hatte, dem Münchner Stadtmuseum und dem Theaterfigurenmuseum Lübeck. Seit Ende der 1970er Jahre fanden die Plakate in Ausstellungen und Publikationen verstärkt Beachtung. Etwa 200 Plakate veröffentlichte 1979 Ruth Malhotra mit einer zeit- und kunstgeschichtlichen Würdigung der einzelnen Exemplare und der Druckerei. Dem von der Druckerei angelegten Verzeichnis folgend, entstand seit 2002 eine von Stephan Oettermann und Jan J. Seffinga besorgte Erfassung der Plakate mit detaillierten Werkbeschreibungen und einer umfangreichen Bibliografie, die 2004 eine vierte verbesserte Auflage erfuhr.
Plakate aus Adolph Friedländers Produktion wurden bis in die jüngere Verganheit nachgedruckt und vielerorts angeboten, ohne dass ihre Provenienz immer erkennbar gewesen ist. Nicht alle Plakate waren mit dem Druckersignet und dem Vermerk Lith Adolph Friedländer Hamburg versehen worden, so dass nach wie vor einige Produkte als verschollen gelten müssen.